# Río Oká (afluente del Angará)
El río Oká (en ruso: Ока́, en buriato: Аха́) es un río de Rusia, que discurre por Buriatia y el óblast de Irkutsk, un Siberia. Es un afluente por la orilla izquierda del río Angará, por lo que es un subafluente del Yeniséi.

## Geografía
El río tiene una longitud de 630 km. Su cuenca hidrográfica es de 34.000 km². Su caudal medio es de 270 m³/s.
El Oká nace en Buriatia, en el flanco norte del macizo de Munkú-Sardyk (Мунку-Сардык), punto culminante de los montes Sayanes orientales (3.492 m), próximo a la frontera mongola. El río atraviesa Buriatia y el óblast de Irkutsk, y acaba desembocando en la orilla izquierda del Angará a la altura del embalse de Bratsk.

## Afluentes
Los principales afluentes son:
- El Tisá (orilla izquierda);
- El Tagna (orilla derecha);
- El Zimá (orilla izquierda).

## Hidrometría - Caudal mensual en Ust-Kadá
El caudal del Oká ha sido observado durante 29 años (1962-2000) en Ust-Kadá, localidad situada a 36 km de su desembocadura.
El caudal interanual medio observado en este periodo fue de 270 m³/s para una superficie de 33.400 km², el 98 % de la cuenca. La lámina de agua vertida sobre esta superficie es de 255 mm, que puede ser considerada como medianamente elevada, y corresponde a las medidas efectuadas en otros ríos de la región que nacen en los montes Sayanes orientales.
Río alimentada principalmente por las lluvias de verano-otoño, el Oká es un río de régimen pluvial.
Las crecidas del río se desarrollan en verano, de junio a agosto, lo que corresponde al máximo pluviométrico del año. Desde el mes de septiembre el caudal baja rápidamente, y esta bajada se prolonga hasta final de otoño, lo que conduce al período de estiaje, que tiene lugar de noviembre-diciembre a marzo incluido y corresponde a las heladas de invierno que se abaten por toda Siberia.
El caudal medio mensual observado en marzo (mínimo de estiaje) es de 32.7 m³/s, lo que corresponde al 4.5 % del caudal del mes de julio, máximo del año, y que alcanza los 700 m³/s, lo que muestra la amplitud bastante importante de las variaciones estacionales. En los 29 años del periodo de observación, el caudal mensual mínimo fue de 19.1 m³/s en febrero de 1976, mientras que el caudal mensual máximo se elevó a 1.110 m³/s en junio de 1973.
Considerando solamente el periodo libre de hielos (de mayo a septiembre inclusive), el caudal mensual mínimo observado fue de 228 m³/s en septiembre de 1977.
 Caudal medio mensual del Oká en la estación hidrométrica de Ust-Kadá (en m³/s) 
Datos calculados en 29 años

## ENlaces externos y referencias
1. ↑  Oká (Angará) o Ока (река, приток р. Ангары) en la Gran Enciclopedia Soviética
2. ↑  (en inglés) Arcticnet - El Oká en Ust-Kadá

- (en inglés) Arcticnet - El Oká en Ust-Kadá
- (en inglés) Arcticnet - El Oká en Shamánovo
- (en inglés) Arcticnet - El Oká en Bolshói Okinsk
- (en inglés) Arcticnet - Tagna en Jor-Tagna
- (en inglés) Arcticnet - Zimá en Zulumay

- Datos: Q288695
- Multimedia: Oka River (Siberia) / Q288695